# جون كوركوران
جون كوركوران (بالإنجليزية: John Corcoran)‏ هو فيلسوف ورياضياتي أمريكي، ولد في 1937 في بالتيمور في الولايات المتحدة.